# Stenoponia americana
Stenoponia americana är en loppart som först beskrevs av Baker 1899.  Stenoponia americana ingår i släktet Stenoponia och familjen mullvadsloppor. Inga underarter finns listade i Catalogue of Life.